# Conjectura de Hodge
En matemàtiques, la conjectura de Hodge és un problema no resolt de la geometria algebraica que relaciona la topologia d'una varietat algebraica complexa no singular amb les seves subvarietats. Aquesta conjectura és una generalització del teorema de les classes (1,1) de Lefschetz.

## Història
La conjectura va ser establerta el 1950 per William Hodge en els termes següents:
| «               | En una varietat algebraica projectiva no-singular sobre {\displaystyle \mathbb {C} }, tota classe de Hodge és una combinació lineal racional de classes {\displaystyle cl(Z)} de cicles algebraics. | » |
| — William Hodge | |   |

La seva demostració va ser inclosa l'any 2000 com un dels problemes del mil·lenni per l'Institut Clay de Matemàtiques, premiant amb un milió de dòlars a qui ho demostri o ho refuti categòricament.